# Norops quercorum
Norops quercorum är en ödleart som beskrevs av  Fitch 1979. Norops quercorum ingår i släktet Norops och familjen Polychrotidae. IUCN kategoriserar arten globalt som livskraftig. Inga underarter finns listade i Catalogue of Life.